# Herbouwwaardemeter (Nederland)
Een herbouwwaardemeter is een middel om de hoogte van de verzekerde som van een opstalverzekering vast te stellen. Een herbouwwaardemeter kan doorgaans worden gebruikt voor vrijwel alle type woningen, met uitzondering van monumentale panden en grote villa's.
Het Verbond van Verzekeraars ontwikkelt jaarlijks een herbouwwaardemeter. De meeste verzekeraars hebben deze herbouwwaardemeter overgenomen (vaak in de eigen huisstijl). Bij de herbouwwaardemeter wordt gebruikgemaakt van de gemiddelde bouwkosten voor het type woning per kubieke meter. Zo zijn de gemiddelde bouwkosten voor een tussenwoning € 425 per kubieke meter. Bij een woning van 300 m3 komt de herbouwwaarde daarmee uit op (300 x 425) € 127.500. In dit bedrag is een standaard keuken, standaard badkamer en standaard afwerking van de woonkamer meegenomen. Per onderdeel kan een meer dan standaard afwerking worden opgegeven. Hetzelfde geldt voor een afwijkende gevel en dak. Tot slot kan een korting worden verkregen indien de woning op zand is gebouwd of indien men het heiwerk niet mee wenst te verzekeren. 

## Voordelen van de herbouwwaardemeter
De herbouwwaardemeter geeft de verzekeringnemer op een relatief eenvoudige wijze de mogelijkheid de verzekerde som van de opstalverzekering vast te stellen. Een andere mogelijkheid is de herbouwwaarde te laten vaststellen door een taxateur. De uitkomst van deze waardebepaling zal veel exacter zijn, echter de kosten voor de taxatie komen in de meeste gevallen voor rekening van de verzekeringnemer. Na het invullen van de herbouwwaardemeter geeft de verzekeraar een garantie tegen onderverzekering af. Hiermee garandeert de verzekeraar dat bij een schade geen beroep wordt gedaan op eventuele onderverzekering. 

## Nadelen van de herbouwwaardemeter
De herbouwwaardemeter gaat uit van gemiddelden. Hierdoor kan het voorkomen dat een woning met een lage herbouwwaarde voor een te hoog bedrag is verzekerd (overzekering, met een daarbij behorende te hoge premie). 